# Weissia ovalis
Weissia ovalis là một loài Rêu trong họ Pottiaceae. Loài này được (R.S. Williams) E.B. Bartram miêu tả khoa học đầu tiên năm 1933.